# Obertor (Ammerschwihr)

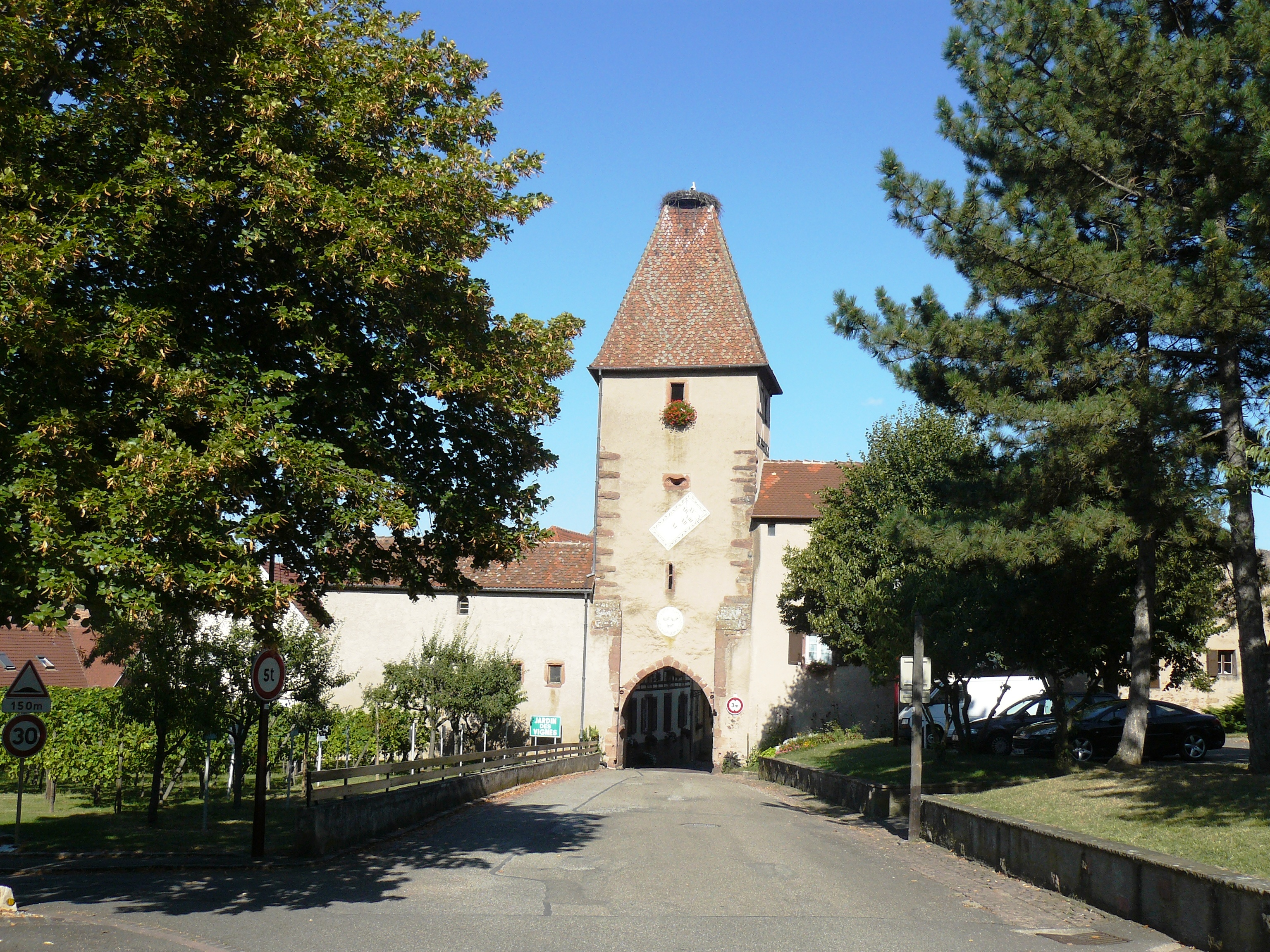
Obertor in Ammerschwihr (Feldseite)

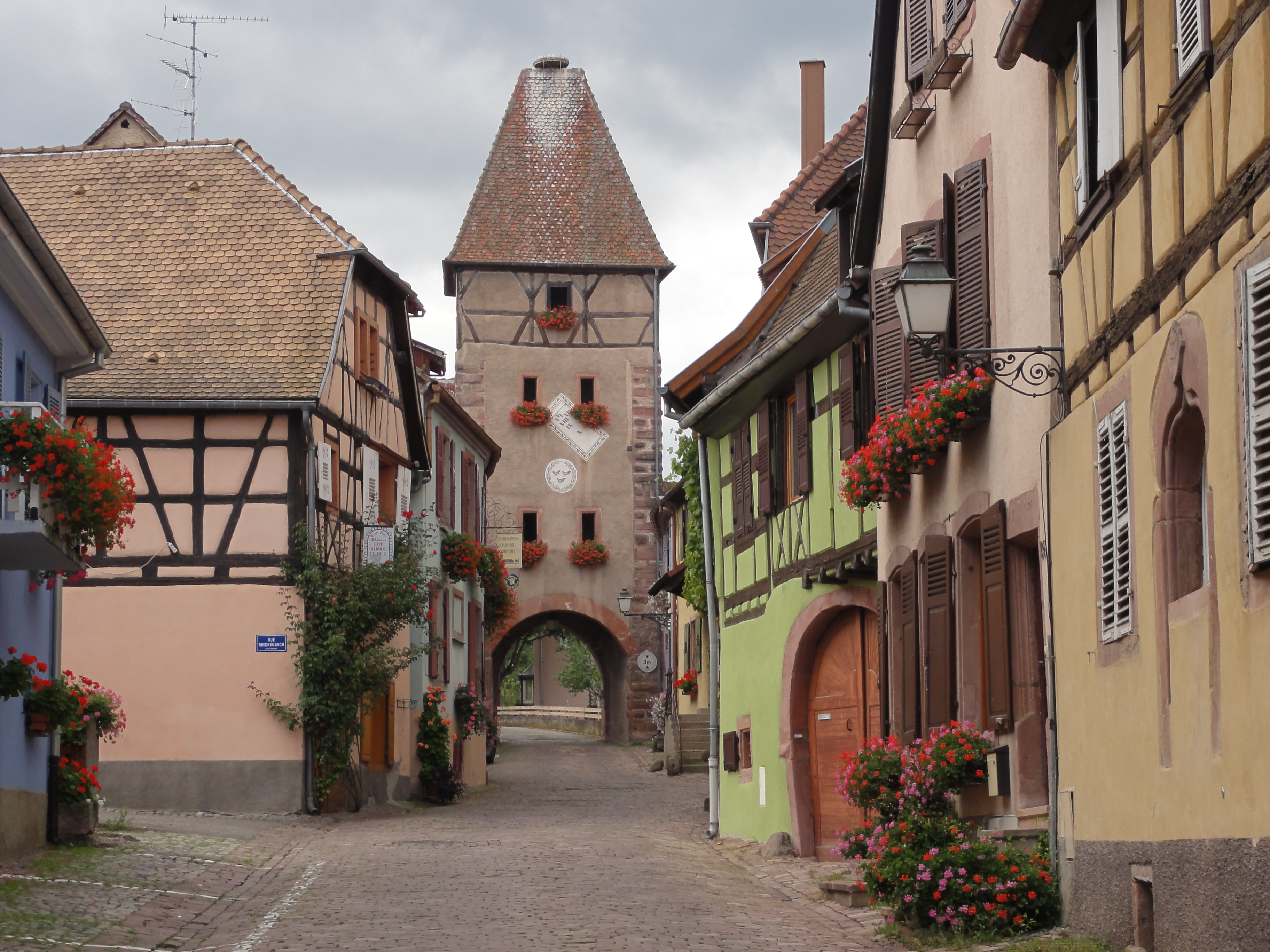
Obertor in Ammerschwihr (Stadtseite)

Das Obertor (frz. Porte haute) in Ammerschwihr, einer französischen Gemeinde mit Département Haut-Rhin in der Region Grand Est, wurde Ende des 14. Jahrhunderts errichtet. Der Wehrturm an der Grand Rue wurde im Jahr 1931 als Monument historique in die Liste der denkmalgeschützten Bauwerke (Base Mérimée) in Frankreich aufgenommen.

## Beschreibung
Das Obertor an der westlichen Stadtseite entstand im Rahmen der Stadtbefestigung gegen Ende des 14. Jahrhunderts. Der 20 Meter hohe Turm besitzt ein hohes Dach,  Stützmauern halten den Turn im unteren Drittel. Die Eckquader sind hervorgehoben. Das Obergeschoss wurde in Fachwerkbauweise ausgeführt. Die Tordurchfahrt ist zur Stadtseite mit einem Rundbogen ausgeführt, zur Feldseite mit einem Spitzbogen.  
An der West- und Ostseite sind Sonnenuhren und das Wappen der Stadt angebracht.